# Angulyagra
Angulyagra is een geslacht van weekdieren uit de klasse van de Gastropoda (slakken).

## Soort
- Angulyagra oxytropis (Benson, 1836)